# 阿尔塞尼利亚斯
阿尔塞尼利亚斯，是西班牙卡斯蒂利亚-莱昂萨莫拉省的一个市镇。 总面积12平方公里，总人口295人（2001年），人口密度25人/平方公里。